# Seminara
Seminara là một đô thị ở tỉnh Reggio Calabria trong vùng Calabria, Ý, có cự ly khoảng 90 km về phía tây nam của Catanzaro và khoảng 30 km về phía đông bắc của Reggio Calabria. Tại thời điểm ngày 31 tháng 12 năm 2004, đô thị này có dân số 3.300 người và diện tích là 33,6 km².
Seminara giáp các đô thị: Bagnara Calabra, Gioia Tauro, Melicuccà, Oppido Mamertina, Palmi, Rizziconi, San Procopio.
Trận Seminara trong cuộc chiến tranh Ý đã diễn ra ở đậy năm 1495.